# Армянский (Апшеронский район)
Армя́нский — хутор в Апшеронском районе Краснодарского края России. Входит в состав Черниговского сельского поселения.

## Географическое положение
Хутор расположен на берегу реки Цица (правый приток Пшехи), на расстоянии 4,5 км на юго-восток от села Черниговское, центра сельского поселения.

## Население
| 2002 | 2010 |
| ---- | ---- |
| 45   | ↘41  |

## Улицы
| - ул. В. Хижняк, - ул. Е. Овечкина, - ул. Лесная, - пер. Мирный, | - пер. Новый, - ул. Речная, - ул. Цветочная. |